# Daniel Donizet
Daniel Xavier Donizet (Gama, 24 de dezembro de 1981) é um professor e político brasileiro. Integra a Câmara Legislativa do Distrito Federal desde janeiro 2019, durante a oitava legislatura.  Também foi administrador regional do Gama.

## Biografia
Donizet trabalhou como professor de tecnologia da informação, motorista de aplicativos (precisamente, da Uber), e iniciou um canal no Youtube, abordando temas como informática, marketing e empreendedorismo.
Em 2010, Donizet concorreu pela primeira vez a uma vaga na Câmara dos Deputados. Na época, era filiado ao Partido da República (PR) e, com 357 votos, correspondentes a 0,03% dos votos válidos, não foi eleito.
Em 2018, Donizet candidatou-se a deputado distrital pelo Partido Republicano Progressista (PRP). Com 9.128 votos, o que equivaleu a 0,65% dos votos válidos, elegeu-se por média.
Em janeiro de 2019, Donizet foi empossado para a oitava legislatura do parlamento distrital. Em abril daquele ano, filiou-se ao Partido da Social Democracia Brasileira (PSDB). No mês seguinte, assumiu a vice-presidência da executiva regional do partido.
Em maio de 2019, Donizet foi designado pelo governador Ibaneis Rocha para o cargo de administrador regional do Gama. Na câmara, foi substituído pela suplente Kelly Bolsonaro. Em junho do mesmo ano, reassumiu o mandato parlamentar para participar de votações marcadas para antes do recesso. Anunciou seu retorno à administração de Gama no mês seguinte, mas o decreto renomeando-o foi cancelado, afirmando que havia decido, juntamente com Ibaneis, permanecer no exercício do mandato parlamentar. Ademais, foi relatado que alguns deputados estavam incomodados pela atuação polêmica de Kelly. Mais tarde, foi o responsável por indicar a nova administradora do Gama.
Em 2020, Donizet migrou do PSDB para o Partido Liberal (PL).
Doniel Donizet concorreu às Eleições de 2022 sendo eleito novamente, com 33.573 votos.
Em 2023, deputado Daniel Donizet pediu uma autorização de desfiliação do Partido Liberal (PL), nesta quarta-feira (16/8). O parlamentar era alvo de um processo na comissão de ética do diretório regional da sigla, após pedidos de investigação de filiados, em decorrência de denúncias de supostos crimes sexuais por parte dele, se filiando ao MDB posteriormente.

## Repercussões

### Irmão na Administração Regional
O cabo da Polícia Militar e irmão do deputado distrital Daniel Donizet assumiu posição de chefia na Administração Regional do Gama, no Distrito Federal, de forma "voluntária", mas sem acordo formal. Danilo Donizet havia tirado férias da PM no dia 3 de junho e passou a frequentar a administração, onde deu ordens a funcionários como se fosse chefe da unidade. Na época, o administrador era o deputado Daniel Donizet, que estava afastado do mandato. Ele retomou as atividades da Câmara Legislativa em junho.

### Sepultamento da CPI do COVID-19 no Distrito Federal
Após 7 semanas de deliberação sobre a CPI do Covid-19 no Distrito Federal (DF) o deputado Daniel Donizet acaba retirando sua assinatura da CPI, dizendo que busca uma CPI mais ampla para tratar dos desvios da saúde. Os jornais com maior credibilidade do DF (Globo e Correio Brasiliense) falam em manobra e em sepultamento da CPI.

### Desfiliação ao PL
Daniel pediu uma autorização de desfiliação do Partido Liberal (PL), nesta quarta-feira (16/8). O parlamentar era alvo de um processo na comissão de ética do diretório regional da sigla, após pedidos de investigação de filiados, em decorrência de denúncias de supostos crimes sexuais por parte dele.